# Internacional de Barinas
El Internacional de Barinas, simplificado como Inter de Barinas, antiguamente llamado como «Club Deportivo Hermanos Colmenárez», fue un club de fútbol profesional venezolano con sede en el municipio Alberto Arvelo Torrealba, estado Barinas, disputaba sus partidos como local en el Estadio Agustín Tovar.

## Historia
Fue fundado formalmente el 30 de mayo de 2016 bajo el nombre de Club Deportivo Hermanos Colmenárez iniciándose en el Torneo de Aspirantes, posteriormente ascienden a la Tercera División y Segunda División. El equipo pertenece a los dueños de la "C.A. Centro Atlántico Madeira Club" por iniciativa de la comunidad portuguesa-madeirense en la ciudad de Cabudare, Estado Lara.
En la temporada 2020 de la Segunda División de Venezuela 2020 el equipo barinés sumó 20 puntos y terminó segundo en el Grupo Occidental, producto de 6 triunfos, 2 empates y 2 derrotas. En las semifinales del torneo, Hermanos Colmenárez venció 3-1 en el global a Llaneros, líder del grupo Centro Oriental (La ida terminó 1-0 y la vuelta, 2-1), resultado con el que aseguraban su ascenso a la Primera División. 
La final absoluta la jugaron ante UCV F. C. quien ya había asegurado su pase a la división de oro, el partido jugado en el estadio Guillermo Soto Rosa terminó 1-0 con gol de Víctor Arboleda y Los Guerreros del Poblado se proclamaron campeones de la Copa Kick Soccer Coin.  

### Inter de Barinas
El día 15 de diciembre la página Once Futve,que se dedica a publicar información sobre la liga venezolana de fútbol a través de sus redes sociales publicaron el Logo y el nuevo nombre que utilizará a partir de la temporada 2024. El Inter de Barinas debutará oficialmente la próxima temporada de la Liga Futve, después de cambiar su antiguo nombre de “Club Deportivo Hermanos Colmenárez”.
Asimismo, se revelaron las camisetas de local y visitante que tendrá el Inter en 2024. En la primera, tiene una combinación de colores entre el azul, blanco y unas pequeñas partes en las mangas de roja. La segunda será de un tono gris con pequeños detalles en rojo.
El 31 de enero del 2024, a través de sus redes sociales, el club dio a conocer de manera oficial la nueva imagen que tendrían de cara a las próximas temporadas.

## Símbolos

### Denominación
| Año  | Nombre                             |
| ---- | ---------------------------------- |
| 2015 | Madeira Club Lara                  |
| 2018 | Club Deportivo Hermanos Colmenárez |
| 2024 | Internacional de Barinas           |

## Indumentaria
| Periodo     | Proveedor |
| ----------- | --------- |
| 2015-2016   | Ninguna   |
| 2021 - act. | Attle     |

| Periodo     | Patrocinador   |
| ----------- | -------------- |
| 2015-2016   | Ninguna        |
| 2021 -2023. | IOED           |
| 2023 - act. | Corporación Cs |

## Datos
- Temporadas en Primera División: 4 (2021 - 2024)
- Temporadas en Segunda División: 3 (2018, 2019 y 2020)
- Temporadas en Tercera División: 2017.
- Temporadas en Copa Venezuela: 2018, 2019, 2024

### Participaciones internacionales
| Competición               | Edición |
| ------------------------- | ------- |
| Conmebol Sudamericana (1) | 2022.   |

Nota: En negrita competiciones vigentes en la actualidad.
| Conmebol Sudamericana      | Conmebol Sudamericana | Conmebol Sudamericana | Conmebol Sudamericana | Conmebol Sudamericana | Conmebol Sudamericana | Conmebol Sudamericana | Conmebol Sudamericana | Conmebol Sudamericana              |
| Edición                    | Ronda                 | PJ                    | PG                    | PE                    | PP                    | GF                    | GC                    | Goleador                           |
| -------------------------- | --------------------- | --------------------- | --------------------- | --------------------- | --------------------- | --------------------- | --------------------- | ---------------------------------- |
| Copa Sudamericana 2002     | No se clasificó       | No se clasificó       | No se clasificó       | No se clasificó       | No se clasificó       | No se clasificó       | No se clasificó       | No se clasificó                    |
| Copa Sudamericana 2003     | No se clasificó       | No se clasificó       | No se clasificó       | No se clasificó       | No se clasificó       | No se clasificó       | No se clasificó       | No se clasificó                    |
| Copa Sudamericana 2004     | No se clasificó       | No se clasificó       | No se clasificó       | No se clasificó       | No se clasificó       | No se clasificó       | No se clasificó       | No se clasificó                    |
| Copa Sudamericana 2005     | No se clasificó       | No se clasificó       | No se clasificó       | No se clasificó       | No se clasificó       | No se clasificó       | No se clasificó       | No se clasificó                    |
| Copa Sudamericana 2006     | No se clasificó       | No se clasificó       | No se clasificó       | No se clasificó       | No se clasificó       | No se clasificó       | No se clasificó       | No se clasificó                    |
| Copa Sudamericana 2007     | No se clasificó       | No se clasificó       | No se clasificó       | No se clasificó       | No se clasificó       | No se clasificó       | No se clasificó       | No se clasificó                    |
| Copa Sudamericana 2008     | No se clasificó       | No se clasificó       | No se clasificó       | No se clasificó       | No se clasificó       | No se clasificó       | No se clasificó       | No se clasificó                    |
| Copa Sudamericana 2009     | No se clasificó       | No se clasificó       | No se clasificó       | No se clasificó       | No se clasificó       | No se clasificó       | No se clasificó       | No se clasificó                    |
| Copa Sudamericana 2010     | No se clasificó       | No se clasificó       | No se clasificó       | No se clasificó       | No se clasificó       | No se clasificó       | No se clasificó       | No se clasificó                    |
| Copa Sudamericana 2011     | No se clasificó       | No se clasificó       | No se clasificó       | No se clasificó       | No se clasificó       | No se clasificó       | No se clasificó       | No se clasificó                    |
| Copa Sudamericana 2012     | No se clasificó       | No se clasificó       | No se clasificó       | No se clasificó       | No se clasificó       | No se clasificó       | No se clasificó       | No se clasificó                    |
| Copa Sudamericana 2013     | No se clasificó       | No se clasificó       | No se clasificó       | No se clasificó       | No se clasificó       | No se clasificó       | No se clasificó       | No se clasificó                    |
| Copa Sudamericana 2014     | No se clasificó       | No se clasificó       | No se clasificó       | No se clasificó       | No se clasificó       | No se clasificó       | No se clasificó       | No se clasificó                    |
| Copa Sudamericana 2015     | No se clasificó       | No se clasificó       | No se clasificó       | No se clasificó       | No se clasificó       | No se clasificó       | No se clasificó       | No se clasificó                    |
| Copa Sudamericana 2016     | No se clasificó       | No se clasificó       | No se clasificó       | No se clasificó       | No se clasificó       | No se clasificó       | No se clasificó       | No se clasificó                    |
| Conmebol Sudamericana 2017 | No se clasificó       | No se clasificó       | No se clasificó       | No se clasificó       | No se clasificó       | No se clasificó       | No se clasificó       | No se clasificó                    |
| Conmebol Sudamericana 2018 | No se clasificó       | No se clasificó       | No se clasificó       | No se clasificó       | No se clasificó       | No se clasificó       | No se clasificó       | No se clasificó                    |
| Conmebol Sudamericana 2019 | No se clasificó       | No se clasificó       | No se clasificó       | No se clasificó       | No se clasificó       | No se clasificó       | No se clasificó       | No se clasificó                    |
| Conmebol Sudamericana 2020 | No se clasificó       | No se clasificó       | No se clasificó       | No se clasificó       | No se clasificó       | No se clasificó       | No se clasificó       | No se clasificó                    |
| Conmebol Sudamericana 2021 | No se clasificó       | No se clasificó       | No se clasificó       | No se clasificó       | No se clasificó       | No se clasificó       | No se clasificó       | No se clasificó                    |
| Conmebol Sudamericana 2022 | Fase 1                | 2                     | 1                     | 0                     | 1                     | 2                     | 3                     | Wilmar Gonzalez, Cezar Magallan: 1 |
| Conmebol Sudamericana 2023 | No se clasificó       | No se clasificó       | No se clasificó       | No se clasificó       | No se clasificó       | No se clasificó       | No se clasificó       | No se clasificó                    |
| Conmebol Sudamericana 2024 | No se clasificó       | No se clasificó       | No se clasificó       | No se clasificó       | No se clasificó       | No se clasificó       | No se clasificó       | No se clasificó                    |
| Total                      |                       | 2                     | 1                     | 0                     | 1                     | 2                     | 3                     | Ambos: 1                           |

## Jugadores y cuerpo técnico

### Altas y bajasPrimera División de Venezuela 2024
| Altas |

| Jugador        | Posición  | Procedencia       | Tipo              |
| -------------- | --------- | ----------------- | ----------------- |
| Julio Da Silva | Defensa   | Deportivo Miranda | Traspaso          |
| César Martínez | Delantero | Zamora FC         | Carta de libertad |
| Darwin Gómez   | Delantero | Metropolitanos    | Carta de libertad |
| Luis Urbina    | Defensa   | Caracas F. C.     | Carta de libertad |
| Joynner Rivera | Defensa   | UCV               | Carta de libertad |
| Ángel Osorio   | Delantero | Portuguesa F. C.  | Carta de libertad |
| Juan Zapata    | Delantero | Cape Town City    | Carta de libertad |
| Juan Muriel    | Defensa   | Ilioupolis        | Carta de libertad |

| Bajas |

| Jugador           | Posición      | Destino               | Tipo              |
| ----------------- | ------------- | --------------------- | ----------------- |
| Diego Rodríguez   | Mediocampista | Bandera de ?          | Agente libre      |
| Luis Barco        | Mediocampista | Bandera de ?          | Agente libre      |
| Francisco Uviedo  | Defensa       | Bandera de ?          | Agente libre      |
| Luis Curiel       | Portero       | Bandera de ?          | Agente libre      |
| Juan Colina       | Mediocampista | Bandera de ?          | Agente libre      |
| Luis Curiel       | Portero       | Bandera de ?          | Agente libre      |
| Carlos Castro     | Defensa       | Bandera de ?          | Agente libre      |
| Luis Terán        | Portero       | Bandera de ?          | Agente libre      |
| Jackson Montaño   | Defensa       | Bandera de ?          | Agente libre      |
| Ronaldo Rivas     | Defensa       | Estudiantes de Mérida | Carta de libertad |
| Yeison Palacios   | Delantero     | Caracas F. C.         | Carta de libertad |
| Jesús Yendis      | Defensa       | Puerto Cabello        | Carta de libertad |
| Junior Moreno     | Mediocampista | Portuguesa F. C.      | Carta de libertad |
| Yolfran Caricote  | Defensa       | Zamora                | Carta de libertad |
| Franklin González | Delantero     | Portuguesa F. C.      | Carta de libertad |
| Jeferson Collazos | Delantero     | Deportivo Coopsol     | Carta de libertad |

## Palmarés

### Torneos nacionales
- Segunda División de Venezuela (1): 2020.
- Tercera División de Venezuela (1): 2017.